# Römerbrücke (Adriach)

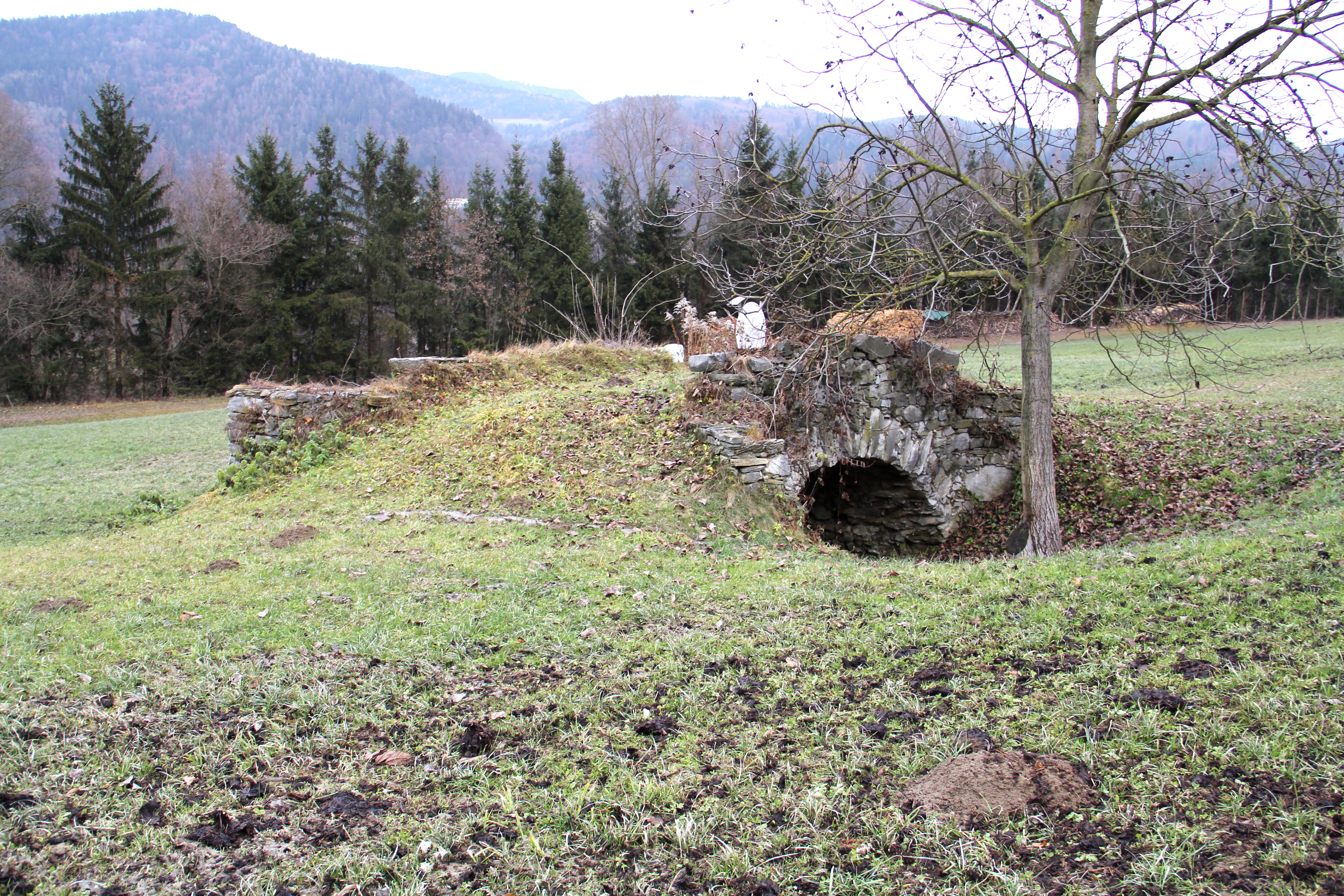
Die Brücke im Dezember 2011

Die Römerbrücke in Adriach stammt vermutlich aus dem  2. oder 3. Jahrhundert n. Chr. und befindet sich im Gemeindegebiet von Frohnleiten in der Steiermark. Sie steht seit 1967 unter Denkmalschutz.

## Lage
Die Brücke liegt nördlich des Kugelsteins im Frohnleitner Ortsteil Adriach, bei Badl und dem heutigen Golfplatz Murhof, und gehörte zu der Straße, die im Murtal von Flavia Solva nach Norden  über Poedicum (heute Bruck) und von dort weiter nach Stiriate (heute Liezen) führte. Die Trasse dieser Straße (Römerstraße genannt) ist noch auf einige hundert Meter am Berghang südlich der Brücke erkennbar und ebenfalls denkmalgeschützt. Die Umgebung der Brücke selbst wurde um 1960 als Schottergrube (Schotterwerk Glettler) genutzt, die nach ihrer Auflassung wieder verfüllt wurde. Ein Kanalbau für das Kraftwerk Peggau-Deutschfeistritz um 1906 hatte bereits vorher das Gelände verändert. Das Gelände um die Brücke entspricht somit nicht mehr der ursprünglichen Umgebung der Brücke, die früher über einen etwa 6–7 Meter tiefen Graben führte.
Von der Römerstraße erhalten ist auch eine Römerbrücke bei St. Dionysen.

## Geschichte
Die Brücke wird in die Römerzeit in das 2. oder 3. Jahrhundert n. Chr. datiert. Ihr antiker Ursprung wurde auch 2018 noch nicht als gesichert betrachtet, weil sich das Bauwerk in der Bautechnik nicht von mittelalterlichen oder neuzeitlichen Steinbrücken unterscheidet. Eine Radiokarbondatierung wurde versucht, war aber nicht möglich, weil der Kalkmörtel dafür zu wenig organische Reste enthielt. Die Brücke ist in den zwei umfassendsten publizierten Katalogen von Römerbrücken nicht aufgeführt. Die in Adriach nachgewiesene römische Poststation spricht jedoch für einen möglichen römerzeitlichen Hintergrund. Südlich des Kugelsteins (etwa 500 Meter südöstlich der Brücke) wurden 1906 zwei römische Meilensteine gefunden, römische Grabfunde sind in dieser Gegend ebenfalls publiziert.
Ursprünglich überspannte das Bauwerk einen Bach, der heute ausgetrocknet ist. Im Jahr 1967 wurde sie restauriert und unter Denkmalschutz gestellt.

## Beschreibung

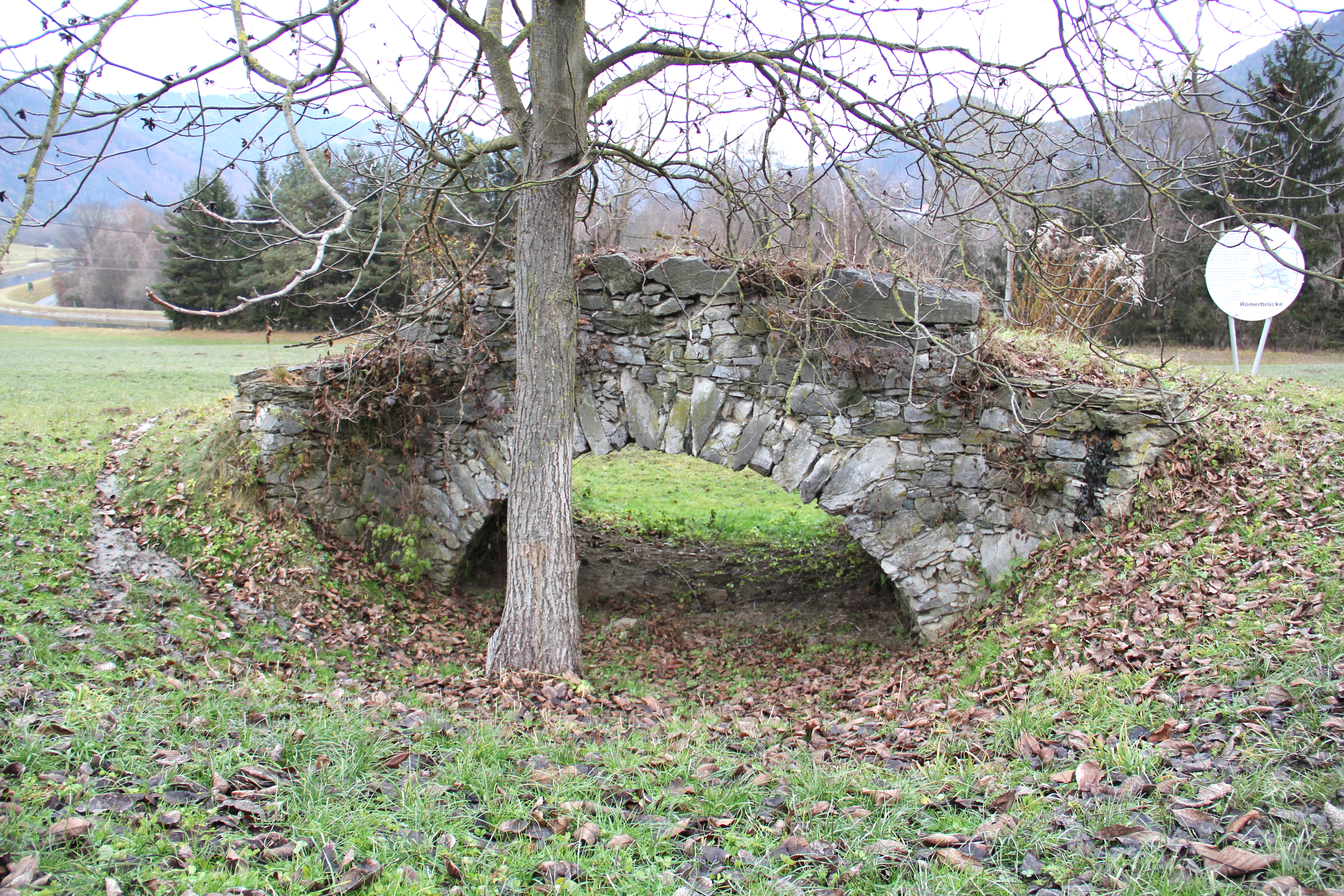
Seitenansicht

Die Brücke hat eine Gesamtlänge von 6,5 Metern und weist ein halbkreisförmiges Tonnengewölbe auf. Die lichte Weite beträgt rund 3,4 Meter, während die lichte Spannweite bei etwa 3,8 Metern liegt. Die Höhe beträgt auf der Talseite 1,9 Meter und auf der Hangseite 1,65 Meter, ursprünglich waren es etwa 6–7 Meter. An den Seiten befinden sich zwei circa 50 Zentimeter dicke und 25 bzw. 40 Zentimeter hohe Brüstungsmauern. Die Wölbstärke liegt bei etwa 60 Zentimetern. Zu Bau wurde zum Großteil Bruchstein verwendet, der in Kalkmörtel verlegt wurde.